# Forum Bovis

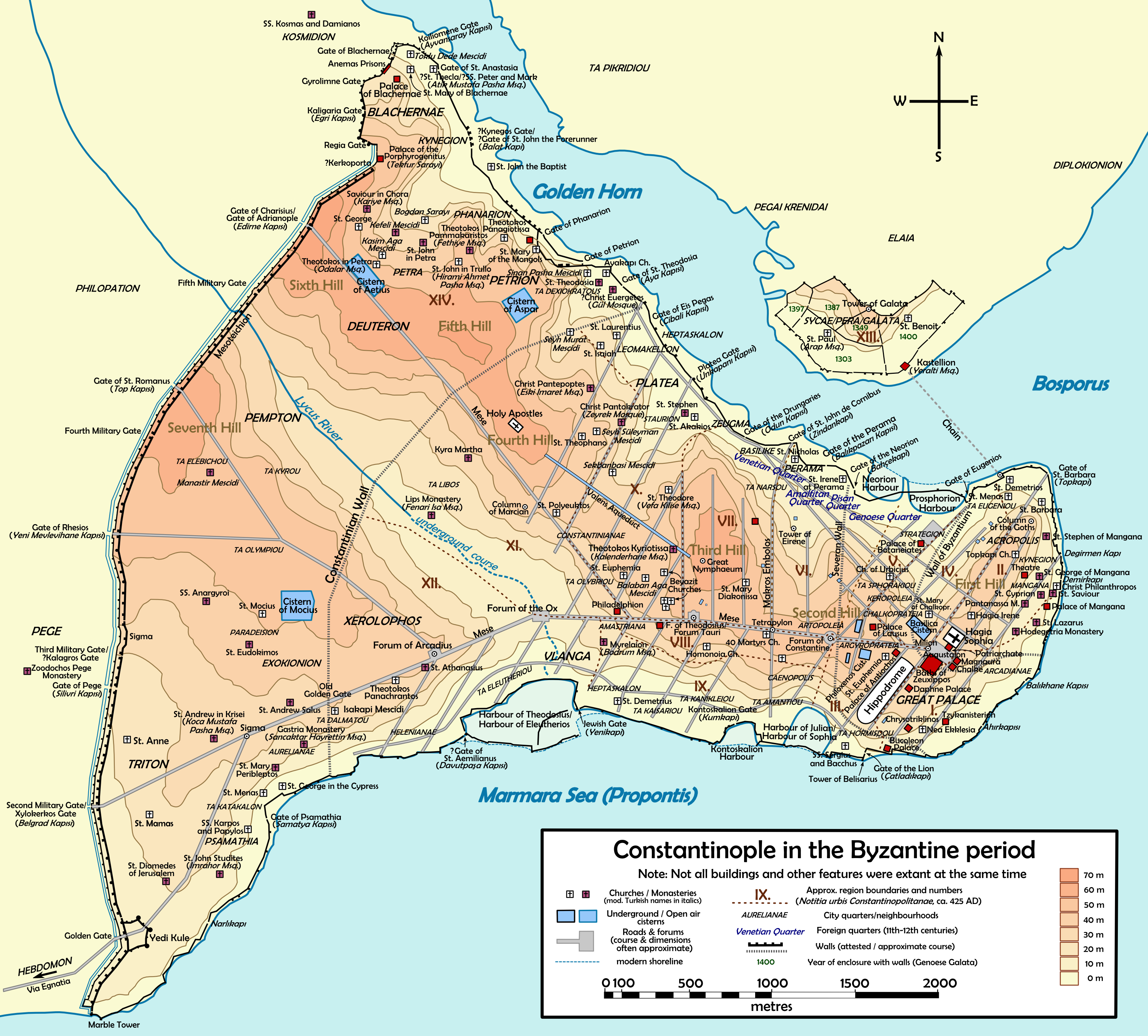
Karte des byzantinischen Konstantinopels. Das Forum Bovis liegt rund 350 Meter nördlich des Eleutherion-Hafens an der Mese.

Das Forum Bovis (lateinischer Name; mittelgriechisch ὁ Βοῦς ho Bous „der Stier“) war ein öffentlicher Platz im byzantinischen Konstantinopel (heute Istanbul). Das Forum wurde auch als Ort für öffentliche Hinrichtungen und Folterungen genutzt und verschwand nach dem Ende des Byzantinischen Reiches vollständig.

## Lage
Das Forum lag an der südwestlichen Achse der Konstantinopeler Hauptstraße Mese im Tal des Flusses Lycus zwischen dem siebten und dem dritten Hügel der Stadt. Der Platz lag in der Region XI. Das De cerimoniis von Kaiser Konstantin VII. berichtete, dass zwei kaiserliche Prozessionen vom Großen Palast jedes Jahr in Richtung der Kirche der Muttergottes von der lebenspendenden Quelle und Sankt Mocius über den Platz kamen. Aus den Schilderungen lässt sich schließen, dass der Platz im heutigen Stadtviertel Aksaray im Istanbuler Stadtbezirk Fatih gelegen haben muss.
In der Nähe des Forums lagen auch der Palast von Eleutherios oberhalb des Eleutherios-Hafens am Marmarameer, der von Kaiserin Irene erbaut worden war, und ein von dem Patrizier Nicetas unter Theophilos errichtetes Bad. Das Forum Bovis war gut mit anderen wichtigen Teilen der Stadt verbunden: Die Mese in Richtung Osten verband das Forum mit dem Amastrianum und führte bis zum Großen Palast. In westlicher Richtung folgte man der Mese den siebten Hügel hinauf, erreichte das Arcadius-Forum und kam schließlich zum Goldenen Tor der Theodosianischen Mauer.
Einer Quelle zufolge war die Form in den 1950er Jahren noch als Raum erkennbar, der im Norden durch 7 bis 8 Meter hohe Terrassen begrenzt war. Anderen Quellen zufolge lag der Platz südöstlich der osmanischen Murat-Pascha-Moschee.

## Geschichte

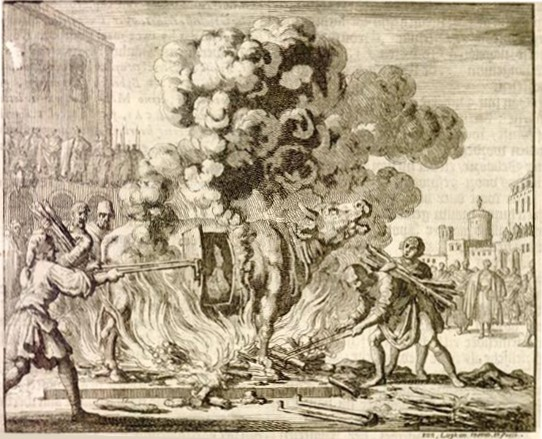
Idealisierte Darstellung der Hinrichtungen im bronzenen Bullen in Pergamon

Der Platz war möglicherweise Teil der ursprünglichen Stadtplanung von Konstantin dem Großen und wurde im 4. Jahrhundert erbaut. Der Name des Platzes stammt von der großen, hohlen Bronzestatue, die hier stand und einen Bullen oder einen Stierkopf darstellte. Die Statue, die von Pergamon nach Konstantinopel gebracht worden war, wurde sowohl als Ofen wie auch als Gerät zur Durchführung von Folter benutzt: Menschen wurden im Inneren eingeschlossen. Unter der Statue wurde dann ein Feuer entzündet, bis die Gefolterten erstickten und verbrannten. Während der ersten Christenverfolgung in Kleinasien unter dem römischen Kaiser Domitian wurde der Bulle in Pergamon verwendet, um Antipas von Pergamon hinzurichten. Nach Angaben der Patrologia Latina wurden in der Regierungszeit von Kaiser Julian (361–363) viele Christen im Inneren des Bullen verbrannt, der zu dieser Zeit bereits nach Konstantinopel gebracht worden war. Der Körper des Usurpators Phocas wurde nach dessen Amtsenthebung auch in dem Bullen verbrannt. Im Jahr 562 brannte das Forum, das zu dieser Zeit schon von Geschäften und Lagern umgeben war, nieder.
Gemäß einigen Quellen schmolz der byzantinische Kaiser Heraclius die Statue ein, um Münzen zu prägen, um damit seine Armee im letzten Römisch-Persischen Krieg (602–628) zu bezahlen. Dies ist jedoch nicht gesichert, denn es gibt byzantinische Quellen, die von Exekutionen mit dem Bullen nach Heraclius’ Regierungszeit berichten. So soll Kaiser Justinian II. (Regentschaft von 685 bis 695 und 705 bis 711) zwei Patrizier in der Statue verbrannt haben, weil beide an einem gescheiterten Komplott gegen ihn beteiligt gewesen seien. Derselbe Kaiser vergrößerte und schmückte den Platz. Während des byzantinischen Bilderstreits wurden Theodosia von Konstantinopel († 729) und Andreas von Kreta († 766), beide Verteidiger der Ikonenverehrung, auf dem Platz hingerichtet. Theodosia wurde hingerichtet, indem man ein Widderhorn in ihren Hals hämmerte.
Das Viertel, in dem das Forum lag, wurde von den großen Bränden Istanbuls im 19. und 20. Jahrhundert verschont. Im Jahr 1956 fand man während der Bauarbeiten für die Millet und die Vatan Caddesi zwei 2 Meter hohe Säulen und einen Sockel von 3 × 4 Meter an der Südmauer der Murat-Pascha-Moschee. Diese Säulen, die möglicherweise zu einem Triumphbogen gehörten, waren höchstwahrscheinlich Teil des Forums. Darüber hinaus wurden bei diesen Ausgrabungen auch einzelne Gebäudeteile gefunden. In den Jahren 1968 bis 1971 wurden während der Straßenarbeiten zum Bau der Straßenkreuzung südöstlich der Valide-Sultan-Moschee (Atatürk-Boulevard/Ordu-Caddesi/Turgut Özal Millet Caddesi) aber keine Überreste des Platzes entdeckt.

## Architektur
Das Forum war ein rechteckiger Platz mit 250 Meter Breite und 300 Meter Länge. In byzantinischer Zeit war der Platz von Säulengängen umgeben, die mit Reliefs und Nischen mit Statuen geschmückt waren. Unter diesen Statuen waren auch Konstantin der Große und seine Mutter Helena, die ihre Hände auf einem vergoldeten silbernen Kreuz hielten – eine Darstellung, die in der byzantinischen Kunst sehr populär wurde. Man betrat das Forum Bovis durch mächtige Bögen. Platz und Bögen waren mit Standbildern und Reliefs geschmückt.